# Y386 Agdlek
Y386 Agdlek, var en inspektionskutter i Søværnet fra 1974 og frem til 2008 hvor skibet blev solgt på en auktion for overskydende militært materiel.